# Großes Komitatshaus (Levoča)

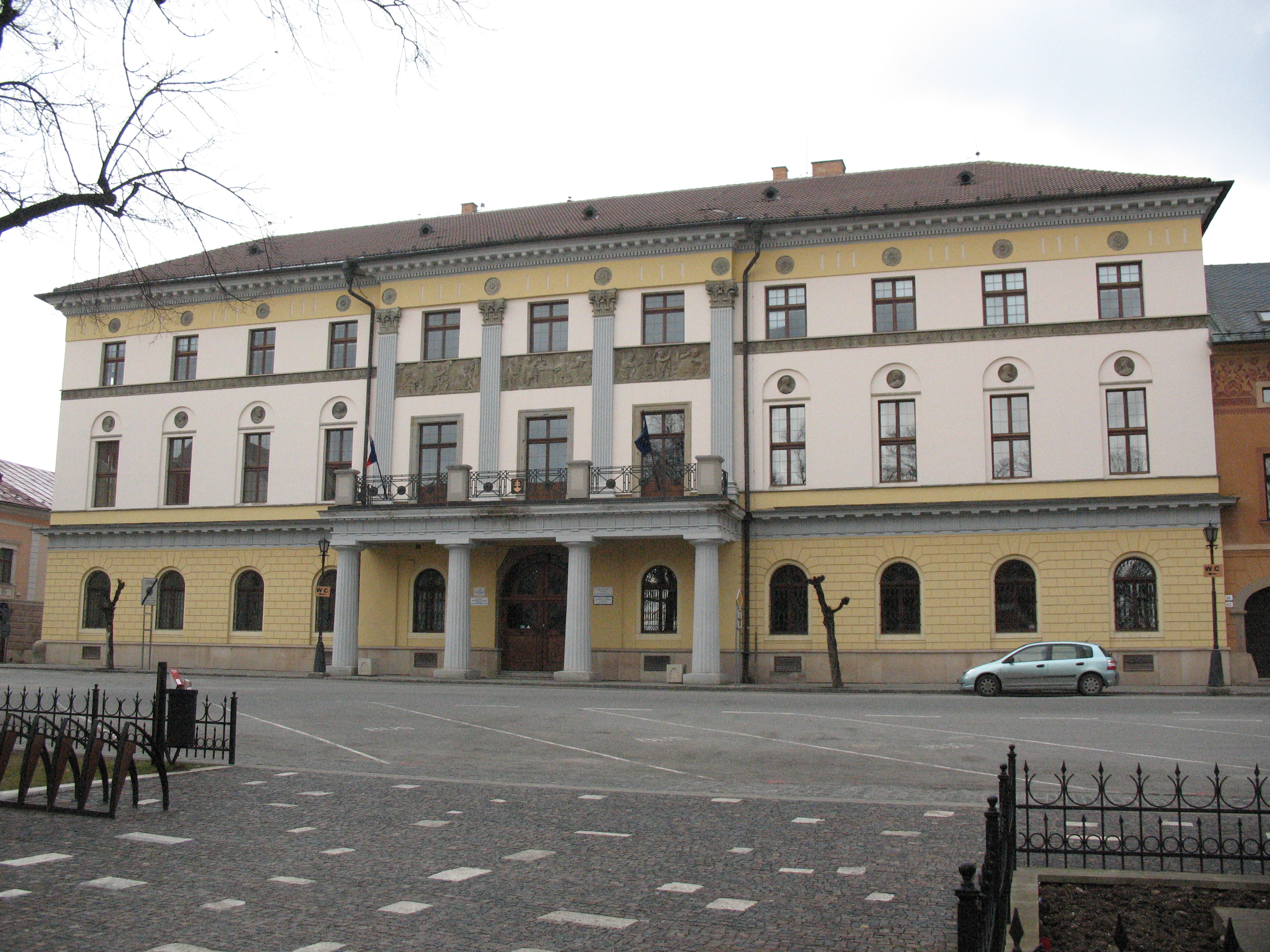
Großes Komitatshaus

Das Große Komitatshaus (slowakisch Veľký župný dom), auch schlicht Komitatshaus (slowakisch Župný dom) genannt, ist ein Bauwerk in der slowakischen Stadt Levoča (deutsch Leutschau). Es befindet sich auf der Nordseite des Marktplatzes, die Anschrift lautet Námestie Majstra Pavla 59. Bis 1922 war das Haus Verwaltungssitz des Komitats Zips.
Das vierflügelige Gebäude entstand 1806–1826 nach Plänen des Architekten Anton Povolný und ist im spätklassizistischen Stil des Empire ausgeführt. Das neue Gebäude löste in seiner Funktion das benachbarte, aus dem Zeit der Renaissance stammende Kleine Komitatshaus (Nr. 60), heute Sitz eines Archivs, ab.
Heute ist das Gebäude Sitz des Kreisamts für den Okres Levoča.